# Леотар (гора)
Леотар — гора на территории общины Требине в Республике Сербской. Высота горы составляет 1 227 метров над уровнем моря. Леотар находится севернее города Требине, в области Восточная Герцеговина. Имя горы происходит от греческого «leioteros», что означает «ярче». На горе находится ретранслятор Радио и Телевидения Республики Сербской, сигнал которого покрывает восток Герцеговины. Также по имени горы был назван футбольный клуб из Требине.